# Möldri (Rõuge)
Möldri – wieś w Estonii, w prowincji Võru, w gminie Rõuge.